# Fareins
Fareins är en kommun i departementet Ain i regionen Auvergne-Rhône-Alpes i östra Frankrike. Kommunen ligger  i kantonen Saint-Trivier-sur-Moignans som ligger i arrondissementet Bourg-en-Bresse. Kommunens areal är 8,22 km². År 2022 hade Fareins 2 524 invånare.

## Befolkningsutveckling
Antalet invånare i kommunen Fareins
Referens: INSEE